# 2022年11—12月澳門2019冠狀病毒病聚集性疫情
2022年11－12月澳門2019冠狀病毒病聚集性疫情，是指2022年11月28日起在澳門爆發的嚴重特殊傳染性肺炎聚集性疫情。2022年11月28日，一名駕駛一般的士（黑的）早更司機，於當天上午自我抗原檢測陽性並上載至抗原申報平台，衛生局隨即聯絡安排送仁伯爵綜合醫院特別急診進行核酸檢測結果呈陽性，該司機聲稱於11月25日或26日中午曾接載四名中國大陸旅客，其中一名旅客出現咳嗽症狀，該個案被列為輸入關聯確診個案。其後確診七旬的士司機的多名親人亦受到感染，及後再引發多個感染傳播鏈，包括該名的士司機本人及其親屬曾光顧的“棠記美食-鏡湖馬路分店”及“生記海鮮飯店”，導致多名食客、員工先後受到感染。
另一方面，先後有多名來自中國內地的訪澳旅客通過快速抗原檢測、澳門機場“落地核酸檢測”或在珠澳兩地的核酸檢測站被驗出混樣核酸檢測呈陽性，被列為社會面輸入個案，亦有相關共同軌跡人士或密切接觸者被列為輸入關聯個案，當中有患者曾出席大型活動宴會。隨著珠海市等多個中國境內省份或城市陸續放寬相關防疫政策，澳門社區亦開現出現多宗社會面個案包括由中國內地輸入或輸入關聯個案，澳門特區政府制定預案應對疫情大增時的控制措施，以及分階段向不同人士派發「抗疫包」，教導感染後在家中如何應對，感染後亦有醫療機構遙距指導使用「抗疫包」內藥物。
此次疫情導致澳門特別行政區政府先開展“分級分區防控精準方案”對患者居所進行圍封，對患者居所和工作場所進行各方面防疫工作包括清潔消毒、展開流行病學調查；劃出多個重點區域開展對區域內的人群進行“五天三檢”或“五天四檢”核酸檢測，同時要求所有在澳人士於11月30日至12月2日期間每天進行一次快速抗原檢測並上載至衛生局轄下的申報平台。
2022年12月8日，新型冠狀病毒感染應變協調中心召開新聞發佈會，公佈大規模放寬防疫措施，包括派發“抗疫包”、設置“感染者社區門診”；出入境措施方面，全面取消由中國內地入境澳門的額外核酸檢測和抗原檢測，從港台及海外地區返澳的“5+3措施”中改為其後3天黃碼，黃碼的最後一天核酸檢測，陰性後轉綠碼。綠碼期間不得進入中國內地；同時優化“分級分區精準防控方案”，亦加強重點工作人群檢測安排，但可選擇每3天進行核酸或抗原檢測。

## 經歷
2022年11月28日，應變協調中心新增四例社會面陽性個案，被列為輸入關聯個案，包括首名確診的74歲的士司機，其14歲於澳門培正中學就讀初三年級的孫兒、兩名親戚的核酸結果皆呈陽性。
2022年11月29日，應變協調中心通報兩宗管控中發現和一宗社區面發現的輸入關聯個案，包括一名與首宗通報的確診個案同住的17歲於澳門培正中學就讀高三的孫兒，以及與的士司機連續四日同時在鏡湖馬路「棠記美食」用餐的74歲男性退休人士。
2022年11月30日午夜，應變協調中心通報一例於社會面發現的陽性個案，患者為退休人士，曾連續兩天於鏡湖馬路「棠記美食」進食早餐，與11月28日公佈的核酸檢測陽性的士司機有共同活動軌跡，暫列輸入關聯確診個案。隨後於當天再新增7例陽性個案，全部被列為輸入關聯個案，當中3例於管控中發現，大部分涉及“鏡湖馬路棠記美食群組”的員工或食客；而社會面個案涉及一對居住於美副將大馬路楹樂第三座的夫妻，其丈夫曾於澳門多個地點就餐。另外，應變協調中心接珠海市通報，一名44歲中國內地籍外地僱員於珠海染疫，相關人士已在珠海市當地被管控。
2022年12月1日，單日新增3例於管控中發現的輸入關聯確診個案及無症狀感染個案，兩名涉及“棠記美食”（鏡湖馬路店）群組和一名於紅碼區內被管控的人士。
2022年12月2日，應變協調中心通報新增4例陽性個案，2例為北京抵澳的內地旅客在入住酒店後落地核檢呈陽性，政府認為兩人社區活動軌跡較少，社區傳播風險相對較低。另外兩例為輸入關聯個案，涉及鏡湖馬路“棠記美食”和“生記海鮮飯店”食客。
2022年12月3日，單日新增11例輸入或輸入關聯陽性個案。先於當天下午，應變協調中心通報新增2例輸入性社會面陽性個案，涉及兩名北京市旅客，當中一人於12月2日曾出席“2022年攜程全球合作夥伴峰會”並出席了午宴和晚宴（座位是第35桌）。同日下午通報再新增4例社會面個案，包括1宗輸入和3宗輸入關聯個案，一名東南學校就讀K1年級的幼稚園學生受感染。同日晚上通報再新增5例陽性個案，當中1例涉及社會面，該名患者曾與一名於11月30日公佈的陽性個案（內港碼頭理貨員）於同一食店內進餐而受感染。
2022年12月4日，應變協調中心於下午通報新增3例輸入和1例輸入關聯陽性個案，輸入個案包括2例確診、1例無症狀；另外新增1例輸入相關無症狀感染者，全部個案為社區面發現，其中一名45歲任職護士的本地居民曾與11月29日陽性個案患者有短暫接觸，期間有戴口罩。
2022年12月5日，應變協調中心通報至下午6時本輪疫情累計56名感染者，單日新增16例陽性個案，包括6宗確診個案和10宗無症狀感染個案，其中7例於管控期間發現，共9例於社會面發現；社會面輸入個案中包括6例由中國內地輸入，包括廣東3例、北京2例和遼寧1例，另外3例列為社會面輸入關聯個案。
2022年12月6日，應變協調中心通報12月5日再新增3例陽性病例，均為男性，年齡介乎18至65歲，當中1人有症狀，列為確診病例，2人暫無症狀，列為無症狀感染者；其中密切接觸者1例、自我抗原檢測1例和廣東省珠海市核酸混樣檢測1例，均屬於社區中發現。上述社區中發現個案有2例為內地輸入個案，包括廣東省1例和其他省1例，另外1例為輸入關聯個案。自11月28日至12月5日24時，累計共59名感染者。
2022年12月7日，應變協調中心通報12月6日全天新增19例陽性感染個案，包括5女14男，年齡介乎13至61歲，當中12人有症狀，列為確診病例， 7人暫無症狀，列為無症狀感染者。19例個案中，醫學觀察酒店3例，屬於管控中發現；本地核酸混樣檢測7例、自我抗原檢測3例、廣東省珠海市核酸混樣檢測2例、密切接觸者2例、內地通報密切接觸者1例及發熱門診1例，合共16例屬社區中發現。上述社區中發現個案有11例為內地輸入個案，包括：廣東3例、北京4例和其他省4例，另外1例為輸入關聯個案和4例來源調查中個案。自11月28日至12月6日，累計共78名感染者。
2022年12月8日，應變協調中心通報12月7日全天新增24例個案，當中12人有症狀，12人暫時無症狀。20例社區中發現。感染個案中，24例個案當中有4例為醫觀酒店或隔離治療設施中發現，屬管控中發現。有6例是通過自我抗原發現、有6例是通過核酸檢測發現、有5例屬珠海核酸混樣檢測發現、有3例屬密切接觸者等共20例屬社區中發現，在上述20例社區中發現個案有9例屬內地輸入個案，5例屬輸入關聯個案，6例仍在調查中。
2022年12月9日，應變協調中心通報12月8日新增44例感染個案，包括24女20男，年齡介乎19至77歲，當中27人有症狀，列為確診病例，17人暫無症狀，列為無症狀感染者。44例個案中，由醫學觀察酒店及醫院送檢的共2例，屬管控中發現；自我抗原檢測15例、本澳核酸混樣檢測14例、廣東省珠海市核酸混樣檢測4例、發熱門診1例和密切接觸者8例，共42例屬社區中發現。上述社區中發現個案中有18例為內地輸入個案，19例為輸入關聯個案和5例來源調查中個案。自11月28日至12月8日，累計共146名感染者。
2022年12月10日，應變協調中心通報12月9日新增85例陽性感染個案，當中82例於社區面發現，當中有43例為內地輸入個案。85例個案中，包括47女38男，年齡介乎1至74歲，當中34人有症狀，列為確診病例，51人暫無症狀，列為無症狀感染者。85例個案中，由醫學觀察酒店及醫院送檢的共3例，屬管控中發現；自我抗原檢測19例、本地核酸混樣檢測48例、廣東省珠海市核酸混樣檢測2例、密切接觸者13例，共82例屬社區中發現。上述社區中發現個案中有43例為中國內地輸入個案，37例為輸入關聯個案和2例來源調查中個案。自11月28日至12月9日，累計共231名感染者。
2022年12月11日，應變協調中心通報單日新增106例陽性個案，包括54女52男，年齡介乎6至79歲，當中44人有症狀，列為確診病例，62人暫無症狀，列為無症狀感染者。106例個案中，由醫學觀察酒店及醫院送檢的共7例，屬管控中發現；自我抗原檢測30例、本澳核酸混樣檢測54例、廣東省珠海市核酸混樣檢測3例、密切接觸者12例，共99例屬社區中發現。上述社區中發現個案中有24例為內地輸入個案，13例為輸入關聯個案和69例來源調查中個案。自11月28日至12月10日，累計共337名感染者。
2022年12月12日，通報上一日新增204例陽性個案，包括97女107男，年齡介乎0至79歲，當中84人有症狀，列為確診病例，120人暫無症狀，列為無症狀感染者。204例感染個案中，由醫學觀察酒店及醫院送檢的共6例，屬管控中發現；自我抗原檢測61例、本地核酸混樣檢測130例、廣東省珠海市核酸混樣檢測6例、密切接觸者1例，共198例屬社區中發現。自11月28日至12月11日，累計共541名感染者。另外，截至12月12日中午，共有17間非高等教育學校共25名學生及3名教師出現陽性個案，其中僅13個班級受影響暫停面授。
2022年12月13日，通報上一日新增382例感染個案，包括185女197男，年齡介乎6至78歲，當中102人有症狀，列為確診病例，280人暫無症狀，列為無症狀感染者。相關個案中，由醫學觀察酒店及醫院送檢的共13例，屬管控中發現；自我抗原檢測163例、本地核酸混樣和單樣檢測177例、廣東省珠海市核酸單樣檢測10例、密切接觸者4例，急診及發熱門診15例，共369例屬社區中發現。自11月28日至12月12日，累計共923名感染者。
2022年12月14日，通報12月13日新增402例感染個案，包括202女200男，年齡介乎0至92歲，當中112人有症狀，列為確診病例，290人暫無症狀，列為無症狀感染者。402例新冠病毒感染個案中，由醫學觀察酒店及醫院送檢共2例，屬於管控中發現；自我抗原檢測153例、本地核酸混樣和單樣檢測210例、廣東省珠海市核酸單樣檢測4例、密切接觸者5例，急診及發熱門診28例，共400例屬於社區中發現。自11月28日至12月13日，累計共1,325名感染者。

## 疫情新聞發佈會安排
| 日期     | 相關資料 |
| -------- | -------- |
| 11月28日 | [ 33 ]   |
| 12月8日  | [ 34 ]   |
| 12月10日 | [ 35 ]   |

## 國家新防疫政策公佈前之防疫措施及安排

### 特定人士需按規定核檢
2022年11月28日，新增四例陽性個案，其中一名14歲男學生確診患者於11月27日晚上6時至9時曾赴澳門美食節，衛生局傳染病防控處處長梁亦好表示，美食節進入期間以及所有進餐區需掃描“場所碼”，當局會通過場所碼的方式進行行程比對，將風險發放給相關人士知悉，亦呼籲有相關行程的人士打開澳康碼的行程風險對比功能鍵，查詢是否同軌跡，了解風險。稍後將通過行程對比，向相關人士發放風險知悉。她又呼籲相關同軌人士均需“五天三檢”，以排除被感染風險。

### 快速抗原檢測措施

#### 的士司機每天自我抗原檢測措施
2022年11月28日，因應疫情變化，為保障的士司機及乘客之健康，即日起營運的士司機須每日進行一次抗原檢測，並上載至「快速抗原檢測結果申報平台」，直至最後一次營運後的翌日起計第3天為止，措施維持至另行公告。倘的士司機有進行核酸檢測，可豁免當日之抗原檢測。交通事務局呼籲的士司機盡量在每日第一次出門前完成抗原檢測。此外，載客時需保持車廂通風及提醒乘客掃瞄車內場所二維碼，以最大程度保障自身及乘客。另外，交通事務局將向營運的士司機派發抗原檢測包，具體安排將透過的士車載機發放報文通知。
2022年12月3日，交通事務局局長林衍新表示，至今已向的士司機派發逾千個檢測包，認為數量不算多。最新防疫要求的士司機每日快測申報，他稱，暫未知措施要持續多久，局方會密切留意疫情變化調整。林衍新稱，絕大部分的士從業者遵守防疫指引，除每日抗原檢測和申報，平日駕駛的士期間會開窗通風、消毒及佩戴口罩，疫情爆發三年以來，的士司機感染案例不多，認為現階段防疫措施足夠，是否需要收緊未來會再觀察。

#### 全民自我抗原檢測
2022年11月30日至12月2日，應變協調中心決定所有在澳人士（包括澳門居民與非居民）必須每天進行1次快速抗原檢測。另外對部分人士獲豁免，包括未滿3歲（即年2019年12月1日或之後出生）的嬰幼兒可豁免；若在澳門人士當天沒有離境，且當天進行了核酸檢測可豁免。

#### 保障快速抗原自我檢測試劑供應澳門居民計劃
特區公報於2022年12月5日刊登社會文化司司長批示，核准快速抗原自我檢測試劑收費，澳門居民、外地僱員及非居民的高等教育學生可以每份四元購買。有關措施於2022年12月6日起生效。
新型冠狀病毒感染應變協調中心公佈，因應疫情發展，新型冠狀病毒快速抗原自我檢測作為防疫的重要輔助措施，為使居民有更穩定及便捷的途徑購買快速抗原自我檢測試劑，推出“保障快速抗原自我檢測試劑供應澳門居民計劃”。配售期間每人可一次性購買5份快速抗原自我檢測試劑（每份即為供一次使用的試劑套裝），合共20澳門元。
2022年12月16日，推出第二期“保障快速抗原自我檢測試劑供應澳門居民計劃”，與第一期安排相同。不論是否已參加第1期計劃，亦可參加第2期計劃並請於12月22日或之前購買，但不設補購第1期未有購買的數量。

### 長者及康復院舍防疫措施
2022年11月29日，社會工作局亦公佈由當天起所有進入長者及康復院舍的訪客、員工及其他人士，須出示當天的快速抗原檢測陰性結果證明，或採樣日後24小時內核酸檢測陰性證明。而曾經外出並即日返回院舍的院友，須自返回院舍後的翌日開始，連續五天進行快速抗原檢測；倘院友外出多於一天才返回院舍，則須出示採樣日後24小時內核酸檢測陰性證明，並在翌日起連續五天接受快速抗原檢測。各級法院於11月29日至12月3日期間必須出示當天抗原檢測陰性結果或採樣日後24小時內核酸檢測結果陰性證明，並維持現有防疫措施。
2022年12月1日，社會工作局表示，為進一步加強對院舍長者及殘疾人士健康和安全的保障，經諮詢衛生局的意見，由2022年12月1日起所有訪客在進入長者及康復院舍時必須佩戴N95、KN95或FFP2級別的口罩，同時出示兩小時內快速抗原檢測陰性結果證明（以澳門健康碼上顯示的檢測時間起計）。同時，須嚴格遵守各項防疫要求，包括出示澳門健康碼、接受體溫監測和掃描場所碼。院舍員工在上班期間也須佩戴N95、KN95或FFP2級別口罩，並且配合要求，一天核酸檢測與一天抗原檢測（上班前進行）交替進行。曾經外出並即日返回院舍的院友，在返回院舍後須即時進行快速抗原檢測，亦須自翌日開始連續五天進行上述檢測；倘院友外出多於一天才返回院舍，除須出示採樣日後24小時內核酸檢測陰性證明外，亦須即時進行快速抗原檢測，並自翌日開始連續五天進行快速抗原檢測。

## 調整防疫措施前相關反應與影響

### 大型活動維持籌備
2022年11月28日，對於至當天下午單日內新增四宗陽性個案，有記者指對於12月本澳有不少大型活動會舉行，被問到會否受今次疫情影響？以及社區風險如何？衛生局傳染病防控處處長梁亦好表示，按照防控措施，希望防疫同時亦減少對民生和經濟活動的影響，在採取足夠防疫措施的情況下亦期望活動能維持進行。澳門旅遊局局長文綺華表示，幻彩耀濠江仍按計劃籌備，並配合衛生部門的防疫要求。

### 對特定場所之防疫及應對措施

#### 鏡湖馬路“棠記美食”及生記海鮮飯店
2022年11月28日，因應一名74歲男性的士司機確診，鑑於患者於11月24至27日連續三天上午在鏡湖馬路“棠記美食”用餐，店內有五人被帶走。而荷蘭園二馬路附近的“生記海鮮飯店”亦被圍封消毒。
2022年11月29日，因應新增2宗輸入相關聯個案，兩名患者曾於鏡湖馬路“棠記美食”用餐，應變協調中心呼籲所有於11月25至28日期間曾到過鏡湖馬路迴旋處的“棠記美食”用餐人士採取相關防疫措施，要求11月25至28日曾到“棠記美食”進食早餐的人士，主動透過網上諮詢求助平台或聯絡電話等資料，衛生局疾病預防及控制中心會儘快聯絡安排相關人士進行檢疫和管控措施。另外曾到該餐廳進食午餐或下午茶人士，須於11月30日至12月2日進行“3天2檢”的核酸檢測（即11月30日或12月1日進行第1次、12月2日進行第2次的核酸檢測）。

#### 澳門培正中學
2022年11月28日，澳門培正中學通知一名確診者家人的兩名於該校就讀初三光及高三信班學生當時被列為密切接觸者，相關人士已被安排管控，該校取消所有跨班活動、聯課活動、體育活動，並進行全校清潔消毒，所有聯課活動暫停，補習班及延展班照常。培正中學副校長陳敬濂表示，涉及兩個班別學生共84人，目前校方已向他們派發抗原檢測自檢，其中當局要求初三班級42名學生在課室原地快測，並將安排送往澳門蛋排查，校方已通知相關家長。他指出，學校目前未計劃停課，校方將視乎這兩名學生是否確診，以及政府核實防疫措施再作處理。校方指於當天上午接兩名學生家長通知，有家人自測抗原陽性，學校即時通知兩人戴好口罩並即時步行回家，其後開展全校清潔消毒。
因應培正中學一名14歲男學生確診，衛生局和教育及青年發展局已即時作出下列措施，包括：暫停校內跨班的活動和不能佩戴口罩的所有活動，如體育活動；個案所在班的學生列為非核心密切接觸者，須進行醫學觀察；同一棟教學大樓（中學部）的其他學生和老師於11月28日按原定時間放學，並進行“5天4檢”核酸檢測（即分別於11月29日、11月30日、12月1日和12月3日進行4次核酸檢測），澳門健康碼轉為黃碼，採取適當防疫措施後可繼續上學；其他教學大樓（小學和幼稚園部）的學生和老師亦按原定時間放學，並進行“5天3檢”核酸檢測（即分別於11月29日、12月1日和12月3日進行3次核酸檢測），澳門健康碼為綠碼，可繼續上學；學校進行全面清潔消毒。
2022年11月28日疫情記者會上，衛生局傳染病防控處處長梁亦好表示，校方已暫停跨班課程，亦需禁止一切不戴口罩活動。他就讀的初三班級學生列為非核心密切接觸者，須接受醫學觀察。
澳門立法會委任議員兼澳門培正中學校長高錦輝表示，該名14歲確診男學生於當天上午8時上學，得悉家人快測陽性後，8時20分已離校步行回家，與師生接觸時間短。他指出，這名學生在11月26日的半日課均有戴口罩，期間無跨班課程，同時稱不會為被安排隔離的學生接受網課，認為追趕課程進度屬次要，將關注學生在心理方面有否特殊需要。校方亦已有預案，一旦陽性學生就讀高三的哥哥染疫，將採取應對措施。
對於澳門培正中學為何全校不停課？社文司歐陽瑜表示，防疫是動態研判，最新染疫的學生，CT值為37，11月27日沒有上學，當天上午只上學半小時，而之前的學生未知在校逗留多久時間。強調停不停課是經過綜合研判才作出決定，包括考慮到對其他師生的影響等。
2022年11月29日，澳門培正中學表示，最新一名染疫的學生就讀該校高三信班，於11月28日早上逗留學校不足30分鐘，為初三光班患者同住的哥哥，並全程佩戴口罩；因個案於管控中出現，因此傳播給同班同學的風險低，而且11月26日和27日均不用返學，對學校風險亦低。經衛生部門評估，高三信班學生維持黃碼和檢酸檢測措施，目前未有需要實施進一步的防疫措施。
2022年11月30日，因應新增一宗確診個案，與患者有較多接觸的同事須進行醫學觀察，而其餘東南學校幼稚園的員工及學生須進行以下的檢疫措施：
1. 11月28日在飯堂進食午餐者，澳門健康碼轉為黃碼，須進行“5天4檢”措施，即於11月30日、12月1日、2日及4日進行4次核酸檢測，在完成措施前不可上學；
2. 11月28日在學校但沒有到飯堂進食午餐者，澳門健康碼為綠碼，須進行“5天3檢”措施，即於11月30 日、12月2日及4日進行3次核酸檢測，在完成措施前可繼續上學。

2022年12月4日，澳門培正中學校長兼立法會委任議員高錦輝表示，對於七旬的士司機中同住的2名分別於該校就讀高三或初三學生先後確診，他表示兩人仍在隔離治療，狀況良好，學校會酌情處理他們學習進度落後問題；其中初三男學生同班40多名師生已完成醫觀，正居家隔離，預料12月7日起恢復上課。而高三男學生屬管控中關聯個案，傳染性較低，他的班級沒有停課，學校所有師生已完成多次核檢，結果均為陰性。各班其他學生方面亦於12月5日起恢復照常上課，聯課等活動如常進行，同時加強各項防疫措施。至於初三光班方面，期間須按指定時序進行核檢，暫不回校。校方將在同學自我管理期間，提供主要學科的網課給同學，並請老師不時關心同學情緒。

#### 東南學校
2022年12月1日，該校幼稚園一名兼職校工確診，他同時於鏡湖馬路的“棠記美食”兼職廚工，校長楊燦基表示，現時學校另有爪名校工及一名職員被隔離，經與衛生局和教青局協商，幼稚園所有班別於2日起停課直至星期一，校方將視乎情況決定是否需要繼續停課，而中學和小學則如常上課。
2022年12月5日，對於該校幼稚園先後有一名兼職女校工（與確診的士司機共軌）及一名K1學生先後確診，校長楊燦基回覆跟進情況時表示，根據衛生局及教青局的全面評估，在做好防疫措施指引的工作下，12月6日恢復照常上課，午膳、餘暇活動及英語俱樂部照常。該校亦於同日也進行全面消毒清潔，確保校園安全。

#### 南屏雅敘
2022年12月3日，衛生局局長羅奕龍呼籲，當天上午曾前往十月初五日街食店“南屏雅敘”用餐的人士，盡快向當局申報，當局將安排採取防疫措施。羅奕龍表示，該場所涉及珠海通報的陽性個案，其上午曾到過本澳多處地點，包括南屏雅敘。食店經清潔消毒後可重開，不再需要封幾天。呼籲昨日上午曾到南屏雅敘用餐的人士盡快向當局申報，當局將安排防疫措施。

### 進入特定場所防疫措施
2022年11月29日，因應新增4宗陽性輸入相關社會面個案，所有進入衛生局轄下仁伯爵綜合醫院、各衛生中心，鏡湖醫院、科大醫院及銀葵醫院等醫療機構的人士，包括就診者和訪客，須出示當天抗原檢測陰性結果或採樣日後24小時內核酸檢測結果陰性證明。未能出示者，則須在現場進行快速抗原檢測，檢測結果陰性方可進入；此外，亦須遵守出示有效的澳門健康碼、佩戴外科或以上標準的口罩、接受體溫監測和掃描場所碼等防疫措施，此等措施會按疾病預防及控制中心指引作適時調整。
澳門廉政公署表示，因應澳門出現多宗陽性病例，為防止疫情擴散及確保廉署的正常運作，由2022年11月29日起至12月3日止，凡進入廉署總部及各辦事處的人士，須出示當天抗原檢測陰性結果，或採樣日後24小時內的核酸檢測結果陰性證明。倘未能出示，則須在現場接受快速抗原檢測，結果為陰性方可進入。交通事務局亦宣佈於當天起至12月2日，向所有營運的士司機派發抗原檢測包。有需要的的司機可親身或委託他人持有效的士駕駛員證正本，前往馬交石交通事務局大樓地面層側的重型車停泊區，領取上限10個抗原檢測包。
2022年11月30日，政府總部事務局宣佈由11月30日起至12月9日，凡進入澳門特別行政區政府總部的人士，須出示當天快速抗原檢測陰性結果，或採樣日後24小時內的核酸檢測結果陰性證明。
行政公職局向各公共部門發出指引。由2022年12月1日起至12月9日止，市民和工作人員進入公共部門，須出示當天快速抗原檢測結果陰性的證明，或採樣日後24小時內的核酸檢測結果陰性證明。倘未能出示，則須在現場接受快速抗原檢測且結果為陰性後方可進入。此外，進入公共部門的人士仍必須出示澳門健康碼、掃描場所碼及測量體溫。體育局、文化局、社會工作局亦跟隨上述相關防疫措施，於同年12月1日起實施。澳門特別行政區司法機關亦宣佈於12月3日至12月9日期間，進入檢察院大樓跟隨實施上述相關防疫措施。
2022年12月1日起，懲教管理局停探訪在囚人及院生服務；而律師將安排在探訪室透過話筒會面，進入路環監獄的律師須持有24小時內核檢陰性證明，以及當天快測結果陰性證明。

## 放寬各項防疫措施下相關安排及指引

### 優化各項防疫措施
2022年12月3日，衛生局局長羅奕龍表示，中國各地不同省市都不斷新增本土疫情，澳門本地面臨輸入性疫情壓力相當大，當局會繼續以科學、精準和高效的原則，做好疫情防控工作，以達到疫情防控目標，同時盡量減少對居民生活影響，具體措施會嚴格按照國家公布的包括新二十條措施。相關措施包括盡量不取消按照防疫要求的大型活動；精準劃定紅碼區，現時紅碼區外圍已不再劃有黃碼區，而是採用區域性核檢令更少居民受黃碼影響；盡量不展開大規模核檢，一般採取重點人群、重點區域和共軌人士核檢，以及若配合核檢的共軌人士健康碼不變黃碼等。
2022年12月6日，社會文化司司長歐陽瑜表示，因應Omicron變種病毒對人體的影響較低，當局研究逐步放寬防疫政策，如對紅碼區、次密切接觸的管控也逐步放鬆。相信未來本澳社區中將會出現零星的個案，但強調放寬措施並非「躺平」，亦一定不允許疫情「大爆發。」現時相關陽性感染病例大部分屬無症狀，加上國內亦逐步放寬防疫政策讓澳門同步跟隨，對於如何定義「大爆發」，歐陽瑜未有給予精準、詳細的定義，只稱若本澳每日超過5,000人感染，或一班學生超過 10人感染時，當局就須加以控制，如禁堂食、不舉辦大型活動、學校或該班停課等。當局亦參考了不同地方的做法，新加坡的做法值得參考，並呼籲市民盡快接種疫苗提升個人防護，同時計劃於同月分階段向全澳居民發抗疫包，亦會有圖文包教導市民若感染後如何處理和在家用藥等，稍後會正式公佈。
2022年12月8日，在疫情記者會上，社會文化司司長歐陽瑜表示，特區政府近兩個月已積極準備疫情防控過渡期應對預案，待國家公佈新政策時，經過適當調整，特區政府稍後便會推行各項措施。適應過渡期措施包括推動疫苗接種、分階段向全澳市民派發抗疫包、推出密切接觸者居家隔離指引、開設感染者社區門診和藥監局將定期公佈本澳各藥房的抗原快測包及KN95口罩的訊息。另外，特區政府亦將調整措施，包括逐步減少核酸檢測要求，過渡至簡便的快速抗原檢測；同時，將逐步放寛由內地來澳人士的檢測要求，亦會根據國家的最新政策調整內地以外人士的入境防控措施，包括外國、香港和台灣進入澳門的人士的防控措施。

### 居家隔離安排
至於感染者居家隔離措施推出方面，在2022年12月8日防疫記者會上，社會文化司司長歐陽瑜表示，會透過一段過渡期，可能是一個星期或兩個星期，視乎市民的適應情況，再推出感染者居家隔離措施，主要希望市民先適應及熟習密接者居家隔離，否則一下子接受許多新措施會引起不適應。歐陽瑜又提及，政府會就感染者居家隔離措施推出配套措施，包括為專人接聽提供熱線，會有足夠人員回應感染者緊急求助等問題。

### “抗疫包”派發安排
因應疫情措施放寬和變化，新型冠狀病毒感染應變協調中心向全澳居民免費派發“抗疫包”，以備不時之需，並按不同年齡層的實際需求和適用範圍分四個種類。2022年12月13日，應變協調中心公佈第二階段“抗疫包”派發工作安排，於2022年12月14日至18日開展派發。
2022年12月14日，由於黑沙環公園（近黑沙環衛生中心）的核酸檢測站改用作“感染者社區門診”，不設派發“抗疫包”的服務；欲領取“抗疫包”應前往黑沙環公園（近摩托車檢驗中心）核酸檢測站。
“抗疫包”種類
- 一般包：適用於12歲或以上人士，內含退燒藥丸、連花清瘟膠囊、快速抗原檢測套裝及KN95口罩；
- 中童包：適用於7至11歲兒童，內含退燒藥丸、連花清瘟膠囊、快速抗原檢測套裝及KN95口罩；
- 小童包：適用於3至6歲兒童，內含退燒藥水、連花清瘟膠囊及快速抗原檢測套裝；
- 幼童包：適用於3歲以下嬰幼兒，內含快速抗原檢測套裝。

合資格之獲發對象
- 持澳門居民身份證人士；
- 持外地僱員身份認別證（俗稱藍咭）人士；
- 持澳門各高等院校學生證的非本地學生；
- 持特別逗留證人士；
- 持“逗留的特別許可”證明人士。

而社會工作局協調有關機構於12月8日（星期四）起發放抗疫包予兒青院舍、長者院舍（資助及非資助）、長者日間設施、康復院舍、戒毒綜合服務設施、社會重返設施，及托兒所（資助及非資助），有關人士毋須自行前往領取。除首階段優先派發予本澳上述弱勢群體外，隨後分階段向不同群體的合資格人士派發，包括在澳學生、教職員、公共機構和企業員工、其他澳門居民等，派發工作於兩周內完成，稍後亦會提供上述藥物中、西醫生的專業用藥指導短片供居民參考。
第二階段派發安排
- 共設35個派發點，其中1個站點為關愛站、8個站點設關愛專道，開放予3歲或以下兒童 、70歲或以上長者、孕產婦、持殘疾證或行動不便人士，建議提前預約或由家人代領取；若上述人士及一位陪同人親身前往，可使用關愛通道領取（包括該名陪同人的抗疫包），毋須預約，但不得代其他人士領取；
- 關愛站及設有關愛專道的派發點如下：塔石體育館B館為關愛站，其他設有關愛專道的站點包括：鏡湖醫院、望廈體育中心三樓、南粵青茂口岸、澳門綜藝館、信步閑庭巴士總站、南粵工聯（工人體育館地面層）、漁人碼頭核酸檢測站、科大體育館；
- 須帶備身份證明文件正本（登記證件必須與健康碼申報證件一致，非澳門居民則須帶備外地僱員身份認別證、特別逗留證、“逗留的特別許可”證明）、預約碼和澳門健康碼截圖；
- 若代他人領取，亦必須以被代領人的身份作預約，代領人現場出示被代領人的預約碼和身份證明文件正本，方可領取。
- 若獲發的“抗疫包”出現以下情況，可前往衛生中心進行更換。
  - 預約連結[]

### 院舍探訪安排調整
2022年12月8日疫情記者會上，社會工作局局長韓衛宣布，全澳長者及康復院舍將於12月9日起停止接受訪客探訪，全院院友留院不外出，並需持續（每天）交替接受核酸和快測，所有員工上班前及下班後亦需快測，上班時亦要出示採樣24小時核檢證明，以及需配戴KF95、N95及FFP2以上等級高防護口罩。韓衛稱，對院舍採取高強度保護管理措施，減低疫情對院舍的影響，即使出現個案，亦期望院內能透過各項措施，有相對安全的環境。他呼籲院友家屬盡量減少向院舍運送物資，除藥物外，其他物資將暫停轉交。
2022年12月14日，對於院舍探訪服務暫停，社會工作局局長韓衛表示，雖相關措施或對家屬造成困擾，當局是為免疫情初期在院內發生爆發性感染，希望大家理解。當社區抗疫工作步入平隱，醫療機構運作暢順，可以盡快放寬。
2022年12月19日，考慮到冬至、聖誕及新年將至，院舍家屬對院友的思念之情倍增、探望需求殷切，社會工作局經諮詢衛生局的意見，在平衡家屬需要與防疫要求下，公佈全澳長者、康復及戒毒院舍自12月19日起實行有限度探訪措施。每位院友每日可以接受訪客探訪一次，人數以2人為限，限時最多30分鐘；家屬或親友如欲探訪院友，至少須在24小時前向院舍提出申請，待院舍回覆後才可按時進行。院舍可就同一時間到院舍的訪客數量，訂定適當的上限；訪客在進入院舍時必須出示兩小時內快速抗原檢測陰性結果證明（以澳門健康碼上顯示的檢測時間起計），並須嚴格遵守各項防疫要求，包括出示澳門健康碼綠碼、接受體溫監測和掃描場所碼；探訪須在院舍設定及空氣流通的探訪區進行。對於個別處於長期卧床、難以移動及其他特殊狀況的院友，院舍在條件容許下，可例外地批准訪客在穿配適當的個人防護裝備後到院友的床邊進行探望；訪客及院友均須全程佩戴口罩，盡量保持1米距離。其中，訪客必須佩戴N95、KN95或FFP2級別的口罩。而在探訪期間，訪客及院友不能進行任何須脫下口罩的活動，例如飲食；訪客可攜帶物資，經院舍進行適當的消毒程序後轉交院友。

### 核酸檢測安排

#### 混檢陽性人士核檢安排優化
2022年12月8日防疫記者會上，衛生局傳染病防控處處長梁亦好表示，即日起核檢混樣樣本發現陽性，當局會透過短訊通知涉及人士自行前往紅碼專道單樣複檢，毋須由救護車送往山頂醫院核檢。梁亦好指出，調整措施後，會向同管受影響人士發出短訊通知，健康碼會鎖為紅碼，代號為 R58，收到短訊人士可到設有紅碼專道的核檢站接受免費單樣核檢，採樣後的健康碼會變回綠碼，若核檢結果陽性才再變回紅碼，屆時當局會聯絡有關人士跟進。她表示，做法改變的好處是避免市民在山頂特別急診長時間等候核檢結果。

#### 重點人群檢測措施優化
2022年12月8日，因應放寬防疫措施，重點工作人群的檢測方面，酒店、娛樂場、零售、個人服務等行業，每三天一次抗原或核酸檢測，各企業根據實際情況選用抗原或核酸檢測。
2022年12月9日，衛生局更新重點工作人群定期檢測指引，多類人群改為“三天一檢”，可選擇抗原檢測或核酸檢測，包括娛樂場的清潔、保安、莊荷，公共巴士及校巴等司機，戲院工作人員，以及隔離設施的清潔消毒人員等。至於長者院舍、托兒所，以及監獄、感化院的工作人員，則要求每天抗原或核酸。另外，多類工作人群當局不再列出檢測要求，改由場所自行決定，包括建築工地、洗衣廠的工作人員，大廈樓層裝修人員，以及酒吧、卡啦OK等場所的工作人員。

### 推動疫苗接種
2022年12月8日，為保障長者的健康及安全，應變協調中心協調相關公務員，於同年12月9日致電約五千名80歲以上尚未接種新冠疫苗的長者，呼籲他們接種疫苗，在疫苗的保護下更從容地渡過疫情防控過渡期。社會工作局呼籲長者盡快接種新冠疫苗及加強劑，為人子女者應盡快協助親長預約及接種疫苗；同時呼籲仍未接種疫苗的年青人盡快接種，保護自己及身邊長者。
2022年12月9日，新型冠狀病毒感染應變協調中心組織公務員，致電4,986名80歲以上尚未接種的長者，呼籲他們立即接種，相關工作已順利完成。其中有638位長者表示將前往接種，131名已接種疫苗，其餘長者基於個人考慮暫無接種計劃。因應接種人士增加，各站點已隨即增加名額供預約，近四天接種人數逾10,981人，較過去一周增加154%。

### 快速抗原檢測措施

#### 非高等教育學校抗原檢測措施
2022年12月8日防疫記者會上，教青局局長龔志明表示，在校園方面，為避免校園短時間內出現大規模疫情爆發，經與衛生局研判，教青局將協調非高等教育學校由12月12日起，進行師生的快速抗原檢測，期間學校將輪替安排師生每周進行一次檢測，以達至每天每班百分之二十的師生進行檢測篩查。相關抗原檢測需於每天出門前完成，並上載至“澳門健康碼”平台，檢測結果為陰性才回校。倘出現學生陽性個案較多時，將與衛生部門研究相關預防措施，如加強抗原檢測或部份班級停課安排。
2022年12月12日起，所有非高等教育學校每週快測一次。若班上有學生快測呈陽性，有關班級先停課五天，倘第六天上學快測呈陰性，可以正常復課，當局會視乎疫情變化動態研判。抗疫包派發方面，教青局已協調學校派發抗疫包，有關物資陸續送到學校，下週一會先派給幼稚園學生，再陸續到中小學生。

#### 進入部份社服機構需持2小時有效快測結果
2022年12月10日，社會工作局表示，長者、康復及戒毒院舍將繼續嚴格執行12月8日公佈的各項高度防護管理措施。考慮到目前社區感染風險較大，院舍需要確保持續運作，就人員管理方面作出安排。院舍應協調一部份員工以自願形式進行留宿院舍的安排，或安排員工在院舍和休息場所之間點對點生活；不同機構應對內部人員做好人力安排的儲備、與其他機構相互支援。另外，有關托兒所，長者日間護理，殘疾人士暫托、展能及職業康復設施 ，由12月12日開始，服務使用者、員工及其他訪客在進入設施時，須出示兩小時內快速抗原檢測陰性結果證明（以澳門健康碼上顯示的檢測時間起計）。倘有曾進入設施的上述人士的抗原快測或核酸檢測結果出現陽性，相關的活動室（托兒所，殘疾人士暫托、展能及職業康復服務）或設施（長者日間護理中心和服務名額超過150名的殘疾人士職業康復設施）將會暫停運作5天。另外，若完成接種最少兩劑新冠病毒疫苗、有實際使用服務需要並在進入設施時出示兩小時內快速抗原檢測陰性結果證明的服務使用者，相關機構可有限度提供友善支援服務。而暫停運作5天後的院舍或機構恢復運作時，需要進入的人士須出示快速抗原檢測陰性結果證明。

#### 進入政府部門防疫安排
2022年12月12日至21日，為履行法律賦予的審判職責，各級法院有需要確保可持續正常運作，同時亦須保證已排期的庭審工作不受疫情影響可順利有序進行，進入司機機關必須出示當天快速抗原檢測陰性結果，或採樣日後24小時內核酸檢測結果陰性證明。進入各級法院時必須出示“澳門健康碼”和接受體溫測量。如選擇出示快速抗原檢測結果，請提前進行檢測並上載有關檢測陰性結果。如未能出示者，則須在現場接受快速抗原檢測，檢測結果為陰性方可進入。同時在在各級法院內應配戴KN95或以上標準的口罩。
行政公職局宣佈，由2022年12月12日起，公務人員在每天上班前須進行快速抗原檢測，並在上班期間佩戴相當於N95、KN95或FFP2級別的口罩。市民進入公共部門必須佩戴口罩，並呼籲市民佩戴上述標準的口罩。此外，公務人員和市民進入公共部門無需再掃描「行程記錄」二維碼（場所碼），但須出示「澳門健康碼」。

### 醫院及衛生服務特別安排
仁伯爵綜合醫院宣佈，自2022年12月9日起實行有限度探病措施，每個家團每次進入病房的人數不超過2人，全程佩戴KN95口罩，5歲以下小童不建議到醫院探病。此外，所有擬進入醫院的人士包括員工及所有訪客，均應遵守出示快速抗原檢測陰性結果或採樣日後24小時內的核酸檢測結果陰性證明、有效的澳門健康碼、接受體溫監測和掃描場所碼等防疫措施。
鏡湖醫院宣佈，由2022年12月9日起將實行有限度探病措施，只開放下午（13:00～14:00）探視時段，每個家團每次進入病房的人數不超過兩人，且需要全程佩戴KN95或N95口罩，五歲以下小童不建議到醫院探病。此外，所有擬進入醫院的人士，包括員工、病人及訪客，均須遵守衛生局的防疫指引，出示當天快速抗原檢測陰性結果或採樣日後24小時內的核酸檢測結果陰性證明、有效的澳門健康碼、接受體溫監測和掃描場所碼等防疫措施。
2022年12月13日起，仁伯爵綜合醫院及衛生中心規定，所有擬進入相關設施的人士，包括就診者和訪客，均須全程佩戴KN95口罩、出示兩小時內快速抗原檢測陰性結果證明（以澳門健康碼上顯示的檢測時間起計），並須配合出示有效的澳門健康碼以及接受體溫監測等防疫措施；同時要求所有急診求診者現場接受快速抗原檢測後才可進入。
2022年12月14日起，仁伯爵綜合醫院及衛生中心對陽性患者和密切接觸者作特別醫療服務安排。醫院方面，對已預約的相關人士可致電山頂醫院熱線重新預約，特殊治療或檢查者可前往仁伯爵綜合醫院特別急診旁的“紅/黃碼專區”跟進，緊急進行補領及續領藥物服務人士可致電醫院藥房或醫院熱線，可憑短訊於協議藥房領取協議藥物和在仁伯爵綜合醫院特別急診旁的“紅/黃碼專區”領取醫院專科門診藥物。衛生中心方面，已預約人士敬請致電所屬衛生中心重新安排門診或檢查日期，屬不能延後的情況，包括接受特殊檢查（產科門診及掃描）、需要補領或續領藥物，可前往衛生中心發熱門診登記，按工作人員指示安排。另外，為免長者或居民經常外出將暫停門診及護理服務。鏡湖醫院表示，按照衛生局最新防疫指引，自12月14日起，所有進入鏡湖醫院人士，包括就診者和訪客，均須全程佩戴KN95口罩、出示兩小時內快速抗原檢測陰性結果證明（以澳門健康碼上顯示的檢測時間起計），並須配合出示有效的澳門健康碼以及接受體溫監測等防控措施；同時要求所有急診就診者現場接受快速抗原檢測後才可進入。此外，鏡湖醫院將繼續維持有限度探病措施，每個家庭每次進入病房人數不超過2人，全程佩戴KN95口罩，5歲以下小童不建議到醫院探病。醫院會按疾病預防及控制中心指引適時調整所有措施。

### 澳大疫情研究團隊
2022年12月9日，澳門大學疫情研究團隊表示，為應對防疫新形勢，建議細化醫療應對預案及醫療系統工作流程等。包括加強對長者、慢性病患者等重點人群儘快接種疫苗；採用抗原檢測的替代方案，減少人群流動和感染風險；未雨綢繆，細化醫療應對預案。研究團隊指，過去三年，在國家大力支持和特區政府有效疫情防控工作下，本澳平安度過致病力強的原始株、Delta變種病毒等的衝擊，保障居民的生命安全和身體健康。居民要充分認識到目前抗疫已經開始轉向新的階段，一方面要重視抗疫的必要性，另一方面也要調整心理預期，幫助家人疏解心理，減少相關心理壓力。來之不易的疫情防控成果背後，是居民至上、生命至上的價值追求，只要本澳各界凝心聚力、形成抗擊疫情的強大合力，就在有效保障大眾的生命健康的基礎上迎來本澳經濟社會發展的新起點、新階段。

### 公職局發佈疫情本地流行期間辦公安排指引
2022年12月9日，行政公職局發出傳閱公函，鑑於近日疫情的發展形勢，各公共部門領導應採取措施，避免部門因人員受感染而中斷正常服務和運作。經聽取衛生局的意見，建議各部門在採取措施時尤其應考慮：
- 一、適當分散辦公，維持正常運作和服務不受影響。因應部門的工作性質，梳理部門的運作和服務，定出維持部門正常運作的核心職能和重點對外服務。採取必要措施，確保核心職能及重點對外服務不會因工作人員受感染而中斷運作。為此，部門應對從事該等工作的人員分組，並盡可能分散在不同地點或樓層工作，避免各分組人員間的接觸，務求當某組人員受感染時，另一分組人員仍可以提供服務。
- 二、在維持服務的前提下，盡量減少服務點人群聚集。除了要求進入場所的人士嚴格遵守各項防疫措施外，部門應盡可能採取網上辦理、電話預約、遠程取籌、分時分段提供錯峰服務等措施，最大程度減少人員在對外服務點聚集。確保前線人員有足夠的防疫裝備，採取措施減少工作人員與居民之間的直接接觸，加強服務點的清潔消毒。
- 三、因應衛生部門的防疫指引適時調整措施。各部門應時刻留意和因應衛生部門公佈的防疫措施，以及按部門的工作性質及服務需求，及時適當調整部門採取的措施。

### 調整防疫指引
2022年12月10日，衛生部門更新指引，將規定必須出示健康碼的公共場所減至4類，分別為政府部門、醫療機構、社服機構及非高等教育學校。公共交通工具、公園、街市則列明不須出示健康碼。至於其他場所，指引建議可根據自身條件決定是否要求入場人士出示健康碼。指引亦列明，是否允許紅黃碼人士進入，由場所自行決定，若允許進入場所應作出特別安排，以減少在場內逗留時間及接觸的人員。另外，由同年12月12日開始，不需掃場所碼，衛生局局長羅奕龍表示，因澳門已進入新階段，當局不再進行詳細流行病學追蹤，做場所碼記錄已意義不大，所以即時調整。
取消參加者的定期核酸檢測要求，僅要求未能佩戴口罩的參賽者、表演者出示當日的快速抗原陰性結果或採樣日後24小時內的核酸陰性證明；同時把入座率一律放寬至75%。
餐飲聚會活動指引方面，不再限制參加人數上限，但活動有300人或以上人數參加，工作人員及參加者須持有當日抗原快測陰性證明或採樣日後24小時內核酸陰性證明。無論是否公共部門或受公共財政資助者舉辦的活動，要求一致。至於集體節慶、文娛和康體活動，入座率上限75%，不再要求觀眾接種兩劑疫苗或核酸檢測；因活動性質不能戴口罩的參賽者、表演者，需出示當日快測或採樣日後24小時內核檢陰性證明。
2022年12月13日，衛生局發布醫療機構工作人員指引，適用於提供臨床診療服務的醫療機構，所有直接面對就診者的人員，包括醫生、護士等醫療專業人員、清潔和保安等。指引建議各醫療機構應設立監察機制；若工作人員出現任何呼吸道病徵或發熱，應通報上級及即時停止接觸病人的工作；所有人員在上班前及午休期間各做一次快速抗原檢測並申報至平台；同科室或同診所人員檢測到陽性後，可增加每日單樣核酸檢測。指引並訂定不同情景下的 4級應變計劃，各機構、科室應根據感染比例、照顧對象年齡、疾病特性決定醫務人員在染疫後恢復工作的標準。供非政府醫療機構使用的求診者公共衛生指引方面，訂明醫療機構可對未經檢測人士，提供快速抗原檢測或核酸檢測服務，對疑似感染或快測陽性個案，醫療機構不必申報，由快測陽性者自行在衛生局“快速抗原檢測結果申報平台”上申報。醫療機構亦暫時毋須申報核酸陽性但非重症或死亡個案，若沒臨床的住院或需進一步評估的指徵，毋須轉診到公共醫療機構。指引又訂明送往山頂醫院特別急診的情況，包括出現呼吸困難或氣促；用藥後體溫仍持續高於 38.5℃超過 3天；原有基礎疾病明顯加重；兒童出現持續腹瀉或嘔吐；孕婦出現頭痛、胸悶或胎動異常等。另外，具重症危險因素，例如老年、嬰兒、有較嚴重的慢性基礎疾病等，亦可根據衛生局指引評估，必要時轉診。
2022年12月14日，隨著澳門進入過渡期的第二階段及推出感染者居家隔離治療措施，當天起酒店店業場所可接待感染者和密切接觸者。指引建議包括要為所有進入酒店的人士測量體溫、在大型入口處設置紅外線體溫探測儀；採取措施確保客人在公共地方嚴格執行佩戴口罩、保持至少 1米距離等防疫措施；分時段錯峰安排員工用膳，用餐時應保持至少 1米距離，或在桌上設置至少半米高的防水阻隔板；每次用餐完畢，以 1:100稀釋漂白水消毒阻隔板。酒店應做好員工的健康監測，每天檢查員工的澳門健康碼、做好體溫監測資料記錄，健康碼綠碼及體溫正常者方可上班；任何時候發現有發熱或呼吸道症狀的員工，應允許其暫停上班，並囑其及早就醫；倘同一時間有多名員工出現發熱或呼吸道病徵，或其他不尋常的情況，酒店應通知應變協調中心。

### 感染者支援熱線
2022年12月12日，社會工作局表示，為確保2019冠狀病毒病感染者能夠獲得足夠支援和相關資訊，特區政府設立60條「感染者支援熱線」，以解答感染者相關問題，熱線於2022年12月14日開通。熱線24小時運作，由公共部門人員及澳門理工大學護理系學生接聽熱線，當遇到各類特殊支援工作，將轉介至維生支援小組或其他相應單位跟進。局方又表示，為儘可能接聽到更多有需要的市民的來電，每通電話限時5分鐘，社會工作局呼籲市民在致電前先梳理好有關疑問，以便在通話時間內得到足夠解答。

## 出入境措施調整

### 由廣東省以外到澳門人士核酸證明及防疫要求調整
新型冠狀病毒感染應變協調中心公佈，由2022年12月3日0時起，調整以下防疫措施：
- （一）須持有採樣日或之後7天內核酸檢測陰性證明，並在預定登機、登船前3小時內進行快速抗原檢測，結果為陰性並將結果上載到澳門健康碼，才可登機或登船；
- （二）入境澳門特別行政區後須即時接受1次免費的核酸檢測；
- （三）入境澳門特別行政區翌日起計第2天須自費接受1次核酸檢測；
- （四）入境澳門特別行政區翌日開始須每天1次連續5天進行快速抗原檢測，並將結果上載到澳門健康碼。

應變協調中心表示，入境澳門特別行政區翌日起計第2天 （即入境日起計第3天）須自費接受1次核酸檢測；如當天沒有進行核檢採樣，澳門健康碼翌日變黃碼，於黃碼當天內仍未核檢者其澳門健康碼變紅碼。而乘客入境後所需的快速抗原檢測套裝將暫時由航空公司供應，若沒有按指定日期申報快速抗原檢測結果者，其澳門健康碼將被鎖定黃碼，必須自費進行核酸檢測才能變回綠碼。

### 從中國內地低風險及常態化管理區往來澳門毋須隔離
2022年12月6日0時起，新型冠狀病毒感染應變協調中心優化由內地入境人士的防疫措施，由內地低風險區和常態化疫情防控區來澳返澳人士均毋須接受集中隔離醫學觀察，但加強了核酸檢測和抗原檢測的要求。由內地高風險區來澳人士，仍需要接受醫學觀察。同時，應變協調中心不再公佈內地風險區域，改以國家衛生健康委員會網站或國務院客戶端小程式之公佈為準。措施如下：
- 一、當天或過去5天內具中國內地高風險區旅居史之擬入境人士及已入境人士，維持“5+3”措施，即5天集中隔離和3天居家隔離措施。
- 二、當天或過去5天內有中國內地低風險區旅居史之擬入境人士及已入境人士的措施如下：
  - （一）登機、登船或由陸路口岸入境時，須持採樣日後24小時內核酸檢測陰性證明及6小時內快速抗原檢測，結果為陰性並已將結果上載到澳門健康碼；
  - （二）須於入境或知悉有關風險翌日起計的第1、2、3、5天進行核酸檢測，每次核酸檢測採樣相隔至少12小時。措施直至離開低風險區翌日起計5天或離境；
  - （三）須於入境或知悉有關風險翌日起，每天1次連續5天進行快速抗原檢測，並將結果上載到澳門健康碼。措施直至離開低風險區翌日起計5天或離境；
  - 例如：周一入境本澳，周二、三、四、六需要進行核檢及快速抗原檢測，周五則只需進行快速抗原檢測，不用進行核檢；倘於周四離境，則措施執行至周四為止。
- 三、只具常態化管理區旅居史，由廣東省珠海市以外內地直接入境之人士的措施如下：
  - （一）入境時，須持採樣日或之後48小時內核酸檢測陰性證明（此項要求於12月7日零時起生效）及6小時內快速抗原檢測，結果為陰性並已將結果上載到澳門健康碼；
  - （二）入境後即時接受1次免費核酸檢測，入境翌日起計第1、2天各接受1次核酸檢測，每次核酸檢測相隔至少12小時；
  - （三）於入境翌日起，須每天1次連續5天進行快速抗原檢測，並將結果上載到澳門健康碼。措施可在離境後終止。
  - 例如：周一入境本澳後即時進行1次免費核檢，周二、三需要進行核檢及快速抗原檢測，周四、五、六進行快速抗原檢測；倘於周四離境，則措施執行至周四為止。
- 四、只具常態化管理區旅居史，經廣東省珠海市入境人士的措施如下：
  - （一）入境時，須持採樣日或之後24小時內核酸檢測陰性證明。
  - （二）入境翌日起計第1、2天各接受1次核酸檢測，每次核酸檢測相隔至少12小時；
  - （三）入境後居住於酒店或公寓式酒店之人士，尚須在入境翌日起每天1次連續5天進行快速抗原檢測，並將結果上載到澳門健康碼。措施可在離境後終止。
  - 例如：周一入境本澳，周二、三需要進行核檢，倘入境後居住在酒店的人士，還須於周二、三、四、五、六進行快速抗原檢測；倘於周四離境，則措施執行至周四為止。

### 第二度優化中國內地及中國內地以外地區防疫措施
2022年12月8日疫情記者會上， 衛生局局長羅奕龍稱，將優化外地來澳的檢疫措施，珠海來澳入境前須持24小時核檢陰性證明，珠海以外的內地其他地區登機或登船來澳須持48小時內有效核酸檢測證明，全面取消入境澳門後的核檢或抗原要求，由香港、台灣或海外地區來澳人士將優化為5天醫學觀察後，其後3天的澳門健康碼轉為黃碼，需接受“自我健康管理”，黃碼最後一天核檢陰性後轉為綠碼，未有綠碼不能進入內地。
根據第2/2004號法律《傳染病防治法》第3條、第10條及第14條的規定作出第629/A/SS/2022號公告及第630A/SS/2022號公告，自2022年12月9日零時起，取消入境人士的落地核酸檢測、入境後的核酸檢測和快速抗原檢測措施。由香港特別行政區，台灣地區和外國入境澳門及當天或過去5天內具中國內地高風險區旅居史之人士，解除醫學觀察後的措施，由原先的3天澳門健康碼為“紅碼”，改為3天“黃碼”，並於最後1天進行核酸檢測，結果為陰性後轉為“綠碼”。

### 珠澳口岸出入境措施調整
2022年12月7日，珠澳聯防聯控澳方工作組公布，根據疫情防控需要，經珠澳聯防聯控機制協商一致，所有經珠澳口岸入境、出境人員須持有24小時內核酸檢測陰性證明通關的現行措施，暫定繼續延長7天至12月14日24時。珠澳口岸其他疫情防控措施保持不變。2022年12月14日，相關措施再度延長7天至同年12月21日24時。

## 外部連結
- 澳門特別行政區政府新型冠狀病毒感染應變協調中心疫情專頁 （页面存档备份，存于） - 疾病預防控制中心 (澳門)
- 澳門衛生局快速抗原檢測結果申報平台 （页面存档备份，存于）
- 澳門疫情地圖 （页面存档备份，存于）